# 程郁缀
程郁缀（1950年—），男，江苏滨海人，中国文学学者，在古汉语和诗歌研究方面有独特造诣。现任北京大学教授，博士生导师。兼任北京大学社会科学学部学术委员，并担任《北京大学学报》哲学社会科学版的主编。